# Jean Yves Béziau
Jean-Yves Béziau (Orléans, 15 gennaio 1965) è un logico svizzero.

## Biografia
È professore e ricercatore del Brazilian Research Council - CNPq - presso la Federal University of Ceara, in Brasile. Béziau ha una doppia cittadinanza, francese e svizzera. Madrelingua francese, parla correntemente inglese e portoghese e ha pubblicato lavori in tutte e tre queste lingue.
Allievo e collaboratore di Newton da Costa, Béziau lavora nel campo della logica, in particolare logica paraconsistente e logica universale. Ha conseguito un dottorato in Filosofia presso la University of São Paulo e un dottorato in Logica e Fondamenta di Informatica presso la University of Paris 7.
Attualmente è fondatore e direttore della rivista Logica Universalis e della collana Studies in Universal Logic.
Ha lanciato quattro importanti serie internazionali di eventi: UNILOG (Congresso Mondiale e Scuola sulla Logica Universale), SQUARE (Congresso Mondiale sul Quadrato dell'Opposizione), WOCOLOR (Congresso Mondiale sulla Logica e la Religione) e LIQ (Logic in Question).
Béziau promuove inoltre il World Logic Day, celebrato il 14 gennaio.

## Pubblicazioni selezionate
- Logica Universalis: Towards a General Theory of Logic (ed.).  Basel: Birkhäuser Verlag, 2005, Second Edition 2007.  ISBN 3764372591
- Handbook of Paraconsistency (ed. with Walter Carnielli and  Dov Gabbay).  London: King's Colledge, 2007.  ISBN 9781904987734
- Semantic computation of truth based on associations already learned (with Patrick Suppes), Journal of Applied Logic, 2 (2004), pp. 457–467.
- "What is paraconsistent logic?"  In D. Batens et al (eds.), Frontiers of Paraconsistent Logic, Research Studies Press, Baldock, 2000, pp. 95–111.  ISBN 0863802532